# Il segreto della pietra di luce - Nefer
Nefer (Néfer le silencieux) è il primo libro della serie Il segreto della pietra di luce, uscito in Francia e in Italia nel 2000.

## Trama
Nel Luogo della Verità, un inaccessibile luogo di luce, vi lavora una confraternita di artisti e artigiani, che da generazioni lavorano per i loro regnanti, i Faraoni. Adesso, questi artigiani sono al sicuro sotto il Faraone Ramses II, ma questi è ormai in età molto avanzata, e la sua successione non è del tutto chiara. Il giovane erede di una famiglia di scultori, Nefer, che tutti chiamano il Silenzioso, dovrà dimostrarsi di essere degno di entrare nella confraternita; e soltanto dopo la chiamata di Maat, dea della giustizia, egli avrà l'onore di lavorare alle tombe dei Faraoni nella Valle dei Re, aiutato da Paneb l'Ardente e dall'amore della bellissima Claire, preparandosi così al contributo della dimora eterna di Ramses il Grande.

## Personaggi
- Nefer
- Paneb
- Claire

## Edizioni
- Christian Jacq, Il segreto della pietra di luce - Nefer, traduzione di Laura Serra, Mantova, Mondadori, 31 marzo 2000,  pp. 335, ISBN 978-8804491224.